# Casteide-Doat
Casteide-Doat is een gemeente in het Franse departement Pyrénées-Atlantiques (regio Nouvelle-Aquitaine) en telt 131 inwoners (1999). De plaats maakt deel uit van het arrondissement Pau.

## Geografie
De oppervlakte van Casteide-Doat bedraagt 5,4 km², de bevolkingsdichtheid is 24,3 inwoners per km².
De onderstaande kaart toont de ligging van Casteide-Doat met de belangrijkste infrastructuur en aangrenzende gemeenten.

## Demografie
Onderstaande figuur toont het verloop van het inwonertal (bron: INSEE-tellingen).